# Ivana Husar
Ivana Husar, född 11 juni 1977 i Zagreb, Kroatien, är en kroatisk sångerska.
Husar deltog i Eurovision Song Contest 1994 som en del av bakgrundskören bakom Toni Cetinski, Kroatiens representant i tävlingen. De framförde bidraget Nek ti bude ljubav sva och kom på 16 plats med 27 poäng.

## Diskografi
- Familija (2008)
- Sve za nju (2013)